# Pternoscirta longipennis
Pternoscirta longipennis är en insektsart som beskrevs av Wei Ying Hsia 1981. Pternoscirta longipennis ingår i släktet Pternoscirta och familjen gräshoppor. Inga underarter finns listade i Catalogue of Life.